# Campeonato Centro-Americano de Voleibol Feminino Sub-23
O Campeonato Centro-Americano de Voleibol Masculino Sub-23 é uma competição continental organizada pela AFECAVOL, associação sub-zonal da NORCECA, desde 2012. 

## Histórico
Em virtude da criação da categoria Sub-23 pela FIVB, a AFECAVOL realizou, em 2012, o I Campeonato Centro-Americano de Voleibol Feminino da categoria, na Costa Rica. As donas de casa justificaram o status de maior força da região, tornando-se campeãs, enquanto as guatemaltecas e as hondurenhas conquistaram a prata e o bronze, respectivamente.
A Costa Rica manteve-se no topo na segunda edição, com uma campanha perfeita; a equipe venceu todos os jogos pelo placar mínimo. Com apenas uma derrota a Nicarágua conquistou a prata, e a Guatemala manteve-se no pódio, mas na ocasião com um bronze.
O III Campeonato Centro-americano Su-23 foi realizado entre os dias 6 e 12 de Agosto de 2016 na Guatemala, contando com a participação dos 7 países associados à AFECAVOL em busca do título e de uma vaga na Copa Pan-Americana de Voleibol Feminino Sub-23. A seleção da Costa Rica mostrou-se mais uma vez invencível, conquistando de forma invicta o seu terceiro título consecutivo, confirmando a sua superioridade na categoria feminina entre as equipes centro-americanas. As donas de casa conformaram-se com a medalha de prata, tendo perdido apenas para as campeãs durante o torneio disputado em pontos corridos. Completando o pódio com o bronze, a equipe de El Salvador conquistou a sua primeira medalha na competição.
Retornando em 2019, na Nicarágua, a competição foi pela quarta vez dominada pelas costarriquenhas, que não encontraram dificuldades ao longo das seis partidas disputadas. Subindo ao pódio pela primeira vez, a equipe de Belize garantiu a medalha de prata, enquanto as anfitriãs garantiram o bronze.

## Vencedores

### Quadro de medalhas
| Ordem | País        | Medalha de ouro | Medalha de prata | Medalha de bronze | Total |
| ----- | ----------- | --------------- | ---------------- | ----------------- | ----- |
| 1     | Costa Rica  | 4               | 0                | 0                 | 4     |
| 2     | Guatemala   | 0               | 2                | 1                 | 3     |
| 3     | Nicarágua   | 0               | 1                | 1                 | 2     |
| 4     | Belize      | 0               | 1                | 0                 | 1     |
| 5     | El Salvador | 0               | 0                | 1                 | 1     |
| 5     | Honduras    | 0               | 0                | 1                 | 1     |

## MVP por edição
- 2012 -
- 2014 - Mijal Hines[9]
- 2016 - Tatiana Sayles[10]
- 2019 - Tatiana Sayles[11]